# مالک وینز
ملک وینز (انگلیسی: Maalik Wayns؛ زادهٔ ۲ مهٔ ۱۹۹۱) بازیکن بسکتبال اهل ایالات متحده آمریکا است.

## حرفه
از باشگاه‌هایی که در آن بازی کرده‌است می‌توان به فیلادلفیا سونتی‌سیکسرز، لس آنجلس کلیپرز، باشگاه بسکتبال پالاسانسترو وارزه، باشگاه بسکتبال مهرام، باشگاه بسکتبال یوونتوت بادالونا، و یونیورسو ترویزو اشاره کرد.
وی در مسابقات کشوری و بین‌المللی در مجموع برندهٔ ۱ مدال نقره شده‌است.